# Synagoge (Uhlířské Janovice)
Koordinaten: 49° 52′ 48,1″ N, 15° 3′ 51,6″ O

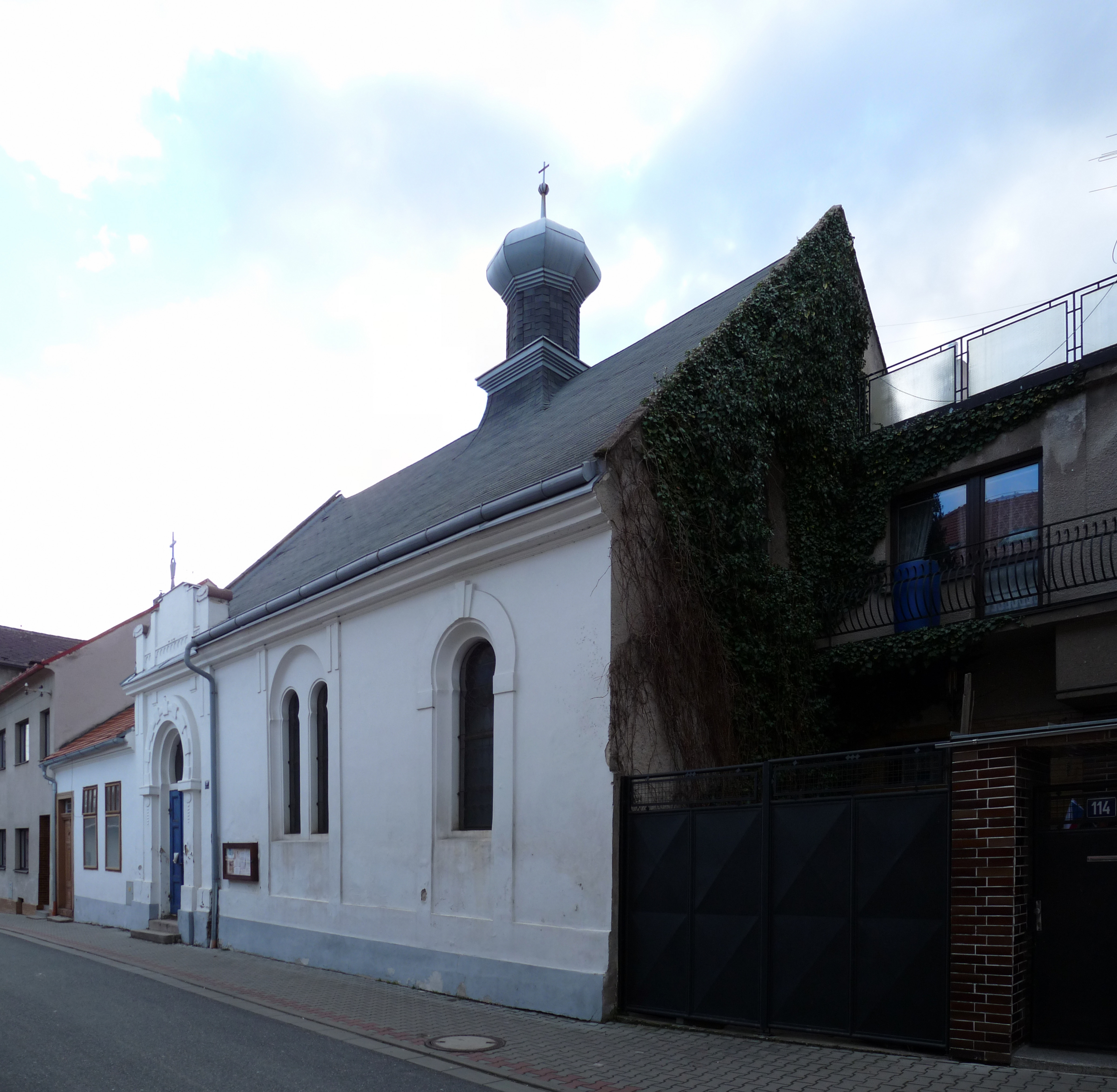
Synagoge in Uhlířské Janovice

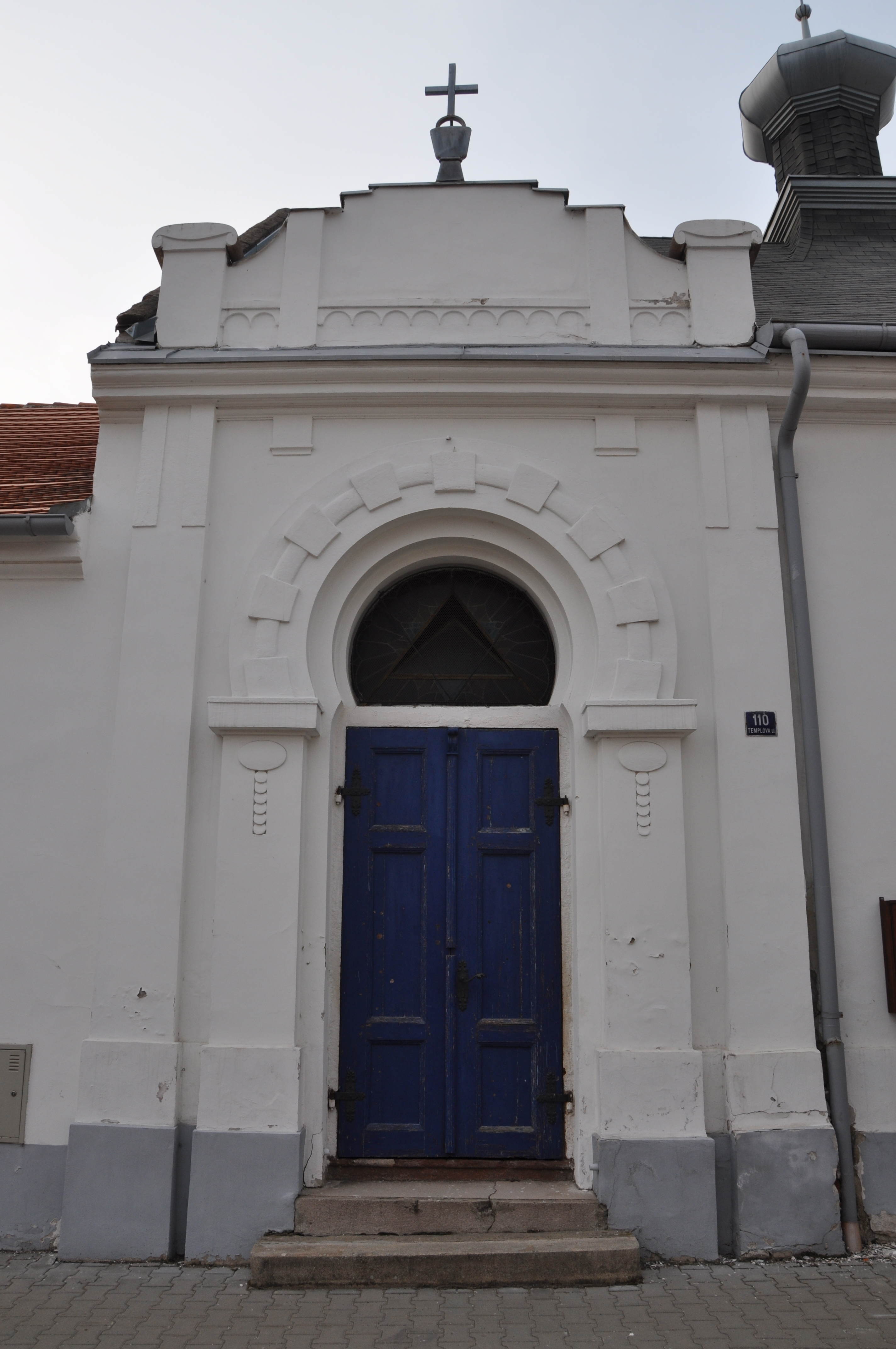
Portal

Die Synagoge in Uhlířské Janovice (deutsch Kohljanowitz), einer tschechischen Stadt im mittelböhmischen Okres Kutná Hora, wurde 1914 errichtet. Die neue Synagoge wurde erbaut, nachdem die alte Synagoge aus dem Jahr 1798 bei einem Brand zerstört wurde. 
Das Synagogengebäude wird heute von der Hussitischen Kirche genutzt.